# Titivillus

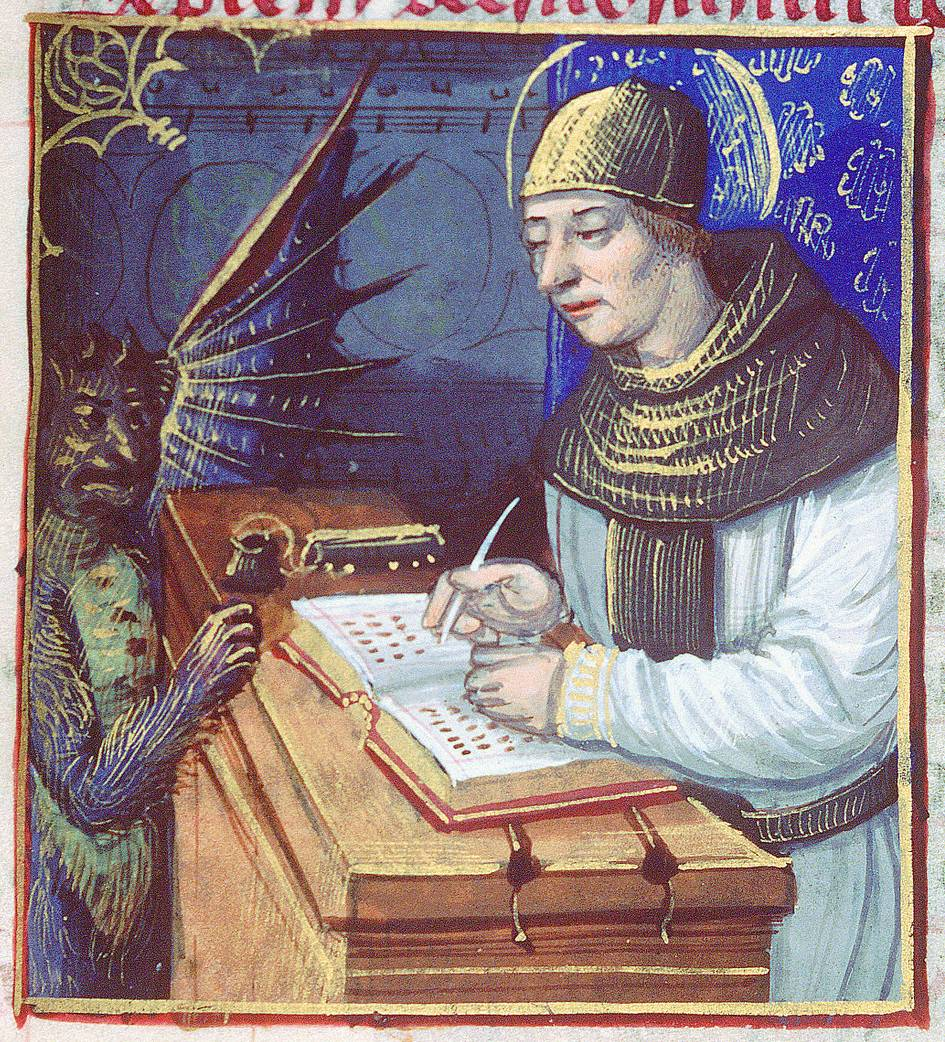
Representación de Titivillus en una miniatura del

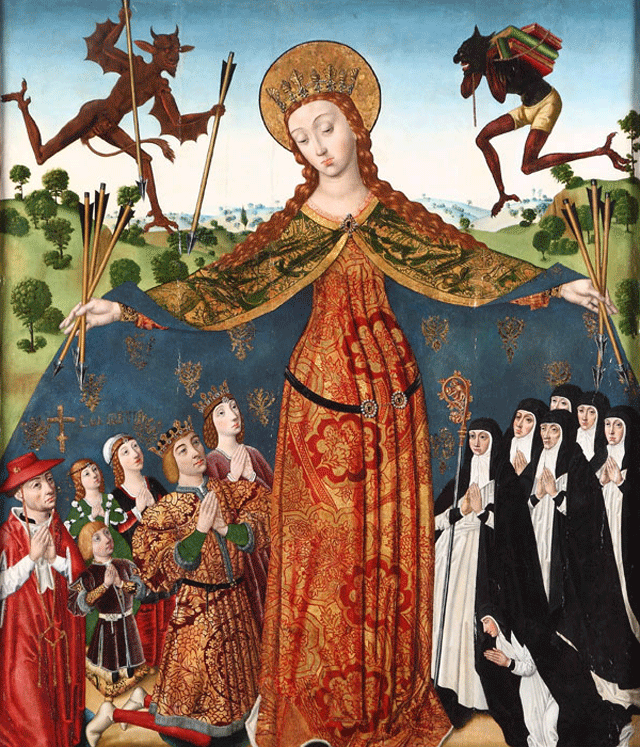
Virgen de la Misericordia con los Reyes Católicos y su familia, tabla atribuida a Diego de la Cruz y conservada en el Monasterio de Santa María la Real de Las Huelgas (Burgos). El demonio de la derecha arriba ha sido identificado como una representación de Titivillus.

Titivillus o Tutivillus es un demonio que durante la Baja Edad Media se creía que trabajaba en nombre de Belfegor, Lucifer o Satanás para introducir errores en el trabajo de los escribas. La primera referencia a Titivillus, por su nombre, fue en el Tractatus de Penitentia, c. 1285, de John Galensis (Juan de Gales).
También ha sido descrito como el demonio que recuerda y que produce, principalmente durante el servicio religioso y el tiempo de oración, la charla ociosa, la mala pronunciación, murmuración u omisión de palabras, para que los que caigan en sus tentaciones puedan ser llevados al Infierno.
Igualmente, se le ha llamado el «demonio patrón de los escribas», puesto que proporciona una fácil excusa para los errores que se arrastran en los manuscritos, ya que se van copiando unos a otros. Marc Drogin señala en su manual Medieval Calligraphy: Its history and technique (1980) que «durante el último medio siglo, todas las ediciones del Oxford English Dictionary han incluido alguna referencia de página incorrecta con una primera mención de Titivillus a pie de página».
En el Monasterio de las Huelgas de Burgos existe una tabla de c. 1485, atribuida a Diego de la Cruz, donde sobre el manto protector de la Virgen de la Misericordia aparecen dos diablos, uno de los cuales lleva un hatillo de libros a la espalda, que para el profesor Joaquín Yarza Luaces representaría a Titivillus.
Titivillus adquirió un amplio papel como figura subversiva en la comedia, mediante comentarios satíricos sobre las vanidades humanas, en las representaciones de misterios de finales del medievo inglés, como el Iudicium que termina el Ciclo de Towneley.
En un tratado devocional inglés anónimo del siglo XV d. C., Myroure of Oure Ladye, Titivillus se presenta a sí mismo como (I.xx.54): «Mi nombre es Tytyvyllus ...»  y habla con errores, comiéndose sílabas y palabras enteras.

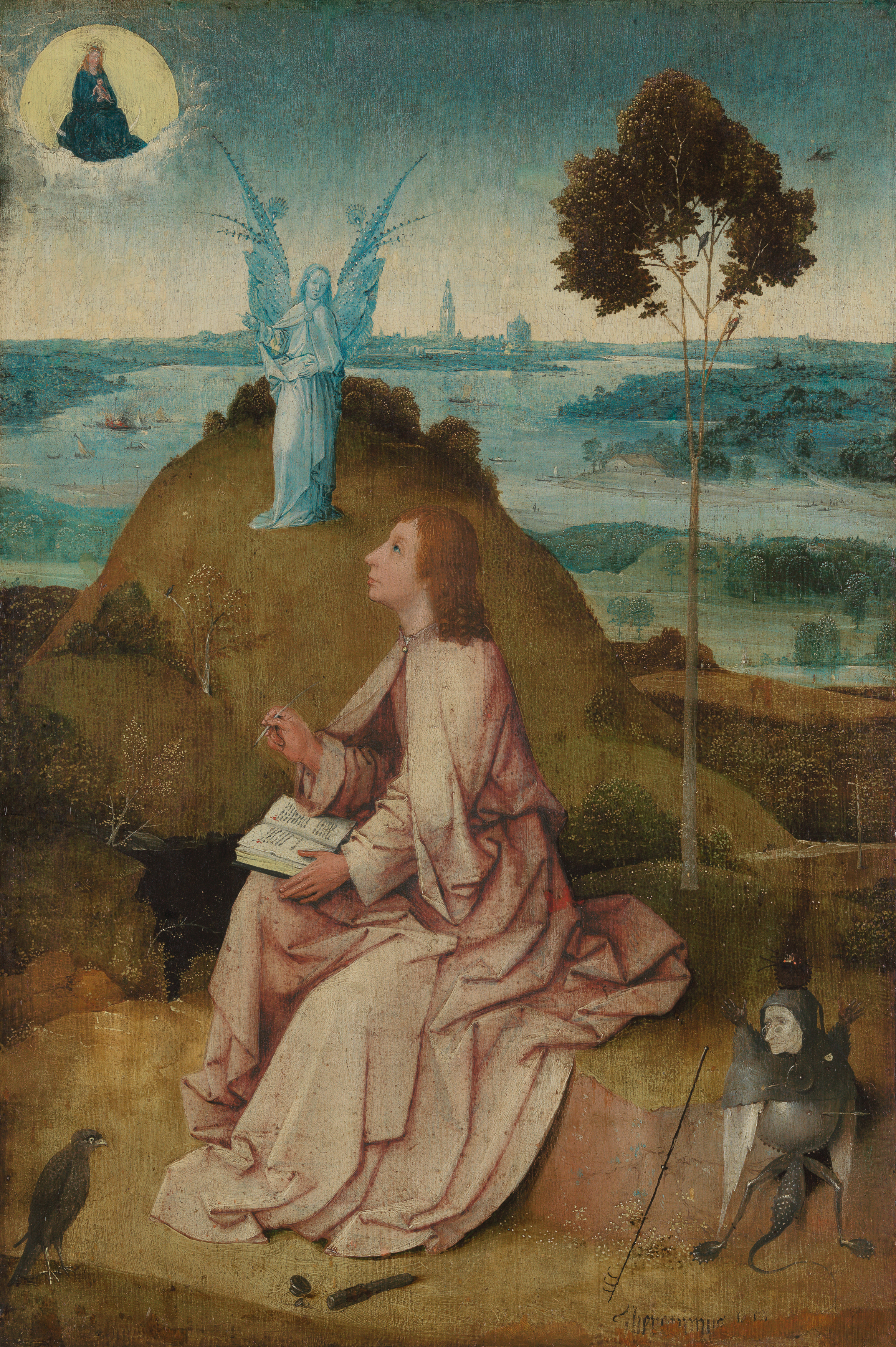
San Juan en Patmos de El Bosco, con Titivillus abajo a la derecha tratando de arrebatar la pluma de escritura al santo.